# Miyanomori
Miyanomori (jap. 宮の森ジャンプ競技場 Miyanomori janpu kyōgijō) – skocznia narciarska w Sapporo w Japonii o punkcie K90 (HS100).
Często odbywają się tutaj zawody Pucharu Kontynentalnego. W sezonie 2006/2007 konkurs rozegrany na skoczni wygrał Polak, Wojciech Skupień.
Oficjalny rekord skoczni ustanowiony został 29 października 2020 przez Sarę Takanashi i wynosi 105 m. Najdłuższy skok na Miyanomori oddał jednak kombinator norweski z Niemiec, Eric Frenzel (106 m, 2 marca 2007).
W 1972 w Sapporo odbyły się Zimowe Igrzyska Olimpijskie. Na podium stanęli wówczas trzej reprezentanci gospodarzy: Yukio Kasaya, Akitsugu Konno oraz Seiji Aochi. Szóste miejsce zajął wówczas późniejszy mistrz z dużej skoczni, Wojciech Fortuna.
Na Mistrzostwach Świata w 2007 konkurs wygrał Adam Małysz, wyprzedzając o 21,5 pkt Szwajcara Simona Ammanna, trzeci był Austriak Thomas Morgenstern.